# Разундара Тджікузу
Разундара Тджікузу (англ. Razundara Tjikuzu; нар. 12 грудня 1979, Свакопмунд, Південно-Західна Африка) — намібійський футболіст, захисник та півзахисник.

## Клубна кар'єра

### Німеччина
Народився в неповній родині в місті Свакопмунд, Південно-Західна Африка (з 1990 року — Намібія). У 1995 році перейшов до молодіжної команди «Вердера», підписавши 1-річний контракт. Тджікузу, який ніколи не володів німецькою мовою, зумів закінчити загальну середню школу в Бремені та школу-інтернат при «Вердері». У 1998 році був переведений до другої команди «Вердера», яка виступала в Регіоналлізі «Північ».
Напередодні старту Бундесліги 1999/00 років переведений до першої команди, у футболці якої дебютував вже в першому ж турі, вийшовши в стартовому складі. Разундара став гравцем основного складу, зігравши того сезону 26 матчів. Проте через постійні проблеми з дисципліною затриматися в «Бремені» не зумів. Декілька разів приходив на тренування в нетверезому стані, часто запізнювався або й взагалі пропускав тренування без поважних причин. У 2002 році його перевели до другої команди та запропонували зайнятися пошуком нового клубу. Проблеми в адаптації в Німеччині, розлучення зі своєю колишньою подругою, з якою Тджікузу мав спільну дитину були одними з причин його дисциплінарних проблем. Незважаючи на те, що наприкінці сезону 2002/03 років він знову грав за першу команду «Вердера», влітку 2003 року за 160 000 євро намібієць перейшов до складу іншого представника Бундесліги «Ганза» (Росток). У футболці «Бремена» Тджікузу зіграв 68 матчів у Бундеслізі, три поєдинки (1 гол) у національному кубку та не грав у Кубку ліги.
У Ростоку Разундара в сезоні 2003/04 років зіграв 34 матчі, а 22 листопада 2003 року відзначився дебютним голом у Бундеслізі, у воротах «Шальке 04». Проте й тут у Тджікузу виникли дисциплінарні проблеми, кульмінацією яких стала автомібільна аварія. 24-річний футболіст тоді проїхав зигзагом і вдарив іншу машину, а пізніше спробував втекти з місця аварії. Під час контролю у нього в крові 2,14 проміле алкоголю. Незвжаючи на цю пригоду, гравець не лишезалишився в команді, але й виходив на поле в наступних поєдинках чемпіонату. У весняній частині сезону 2004/05 років, в якому Разундара зіграв 15 матчів, «Ганза» розірвала контракт з намібійцем після того, як той пропустив декілька тренувань без поважних причин. Через це вже узгоджений перехід Тджікузу до «Гамбурга» так і не відбувся. Натомість сезон 2005/06 років він провів у «Дуйсбурзі», який вилетів з Бундесліги. У футболці клубу з Ростоку зіграв 49 матчів у Бундесліги (4 голи), чотири матчі в кубку Німеччині (1 гол) та не виступав у Кубку Ліги.
У футболці «Дуйсбурга» в Бундеслізі зіграв 23 матчі, ще 8 поєдинків провів у кубку країни, проте також запам'ятався й зловживанням алкоголю й по завершенні сезону залишив команду.

### Туреччина
25 червня 2006 року Тджікузу оголосив про перехід до «Чайкур Різеспору». Після 16 матчів у турецькій Суперлізі за «Різеспор» у сезоні 2006/07 років, напередодні старту сезону 2007/08 років він переїхав до вищолігового «Істанбул Башакшехір», з яким підписав контракт до завершення 2010 року. Зігравши 29 матчів у сезоні допоміг команді посісти 12-е місце в чемпіонаті та уникнути пониженню в класі. У сезоні 2008/09 років зіграв 25 матчів за «Істанбул». Влітку 2009 року перейшов до «Трабзонспору»,а на початку 2010 року опинився в «Діярбакірспорі». З цим клубом вийшов до Першої ліги Туреччини, після чого повернувся до «Трабзонспору», однак у команді на нього вже не розраховували. У серпні 2010 року підписав контракт з вищоліговим клубом «Касимпаша». Наприкінці сезону цій команді вдалося уникнути вильоту, проте столичний клуб вирішив відмовитися від послуг Разундари.

### Повернення до Намібії та завершення кар'єри
З серпня 2012 по літо 2013 року захищав кольори «Юнайтед Африка Тайгерс» з Віндгуку. Влітку 2013 року перейшов до «Африкан Старз», а ще через рік став гравцем УНАМу, де також був і капітаном команди. На початку жовтня 2015 року перейшов до клубу третьої ліги чемпіонату Намібії СК «Віндгук». По завершенні сезону 2016/17 років закінчив футбольну кар'єру.

## Кар'єра в збірній
У футболці національної збірної Намібії зіграв 55 матчів, проте участі в Кубку африканських націй 2008 року не брав.

## Статистика

### Клубна
| Клуб                     | Сезон             | Ліга                  | Ліга  | Ліга | Кубок | Кубок | Єврокубки | Єврокубки | Загалом | Загалом |
| Клуб                     | Сезон             | Дивізіон              | Матчі | Голи | Матчі | Голи  | Матчі     | Голи      | Матчі   | Голи    |
| ------------------------ | ----------------- | --------------------- | ----- | ---- | ----- | ----- | --------- | --------- | ------- | ------- |
| «Вердер II»              | 1998–99           | Регіоналліга «Північ» | 27    | 6    | 1     | 0     | —         | —         | 28      | 6       |
| «Вердер II»              | 2001–02           | Регіоналліга «Північ» | 3     | 2    | —     | —     | —         | —         | 3       | 2       |
| «Вердер II»              | 2002–03           | Регіоналліга «Північ» | 9     | 6    | —     | —     | —         | —         | 9       | 6       |
| «Вердер II»              | Загалом           | Загалом               | 39    | 14   | 1     | 0     | 0         | 0         | 40      | 14      |
| «Вердер»                 | 1999–2000         | Бундесліга            | 25    | 0    | 4     | 0     | 5         | 0         | 34      | 0       |
| «Вердер»                 | 2000–01           | Бундесліга            | 13    | 0    | —     | —     | 1         | 0         | 14      | 0       |
| «Вердер»                 | 2001–02           | Бундесліга            | 22    | 0    | 1     | 1     | —         | —         | 23      | 1       |
| «Вердер»                 | 2002–03           | Бундесліга            | 8     | 0    | 2     | 0     | —         | —         | 10      | 0       |
| «Вердер»                 | Загалом           | Загалом               | 68    | 0    | 7     | 1     | 6         | 0         | 81      | 1       |
| «Ганза» (Росток)         | 2003–04           | Бундесліга            | 34    | 4    | 2     | 0     | —         | —         | 36      | 4       |
| «Ганза» (Росток)         | 2004–05           | Бундесліга            | 15    | 1    | 3     | 1     | —         | —         | 18      | 2       |
| «Ганза» (Росток)         | Загалом           | Загалом               | 49    | 5    | 5     | 1     | 0         | 0         | 54      | 6       |
| «Дуйсбург»               | 2005–06           | Бундесліга            | 23    | 0    | 1     | 0     | —         | —         | 24      | 0       |
| «Дуйсбург»               | Загалом           | Загалом               | 23    | 0    | 1     | 0     | 0         | 0         | 24      | 0       |
| «Чайкур Різеспор»        | 2006–07           | Суперліга             | 16    | 1    | —     | —     | —         | —         | 16      | 1       |
| «Чайкур Різеспор»        | Загалом           | Загалом               | 16    | 1    | 0     | 0     | 0         | 0         | 16      | 1       |
| «Істанбул Башакшехір»    | 2007–08           | Суперліга             | 29    | 0    | —     | —     | —         | —         | 29      | 0       |
| «Істанбул Башакшехір»    | 2008–09           | Суперліга             | 25    | 1    | —     | —     | —         | —         | 25      | 1       |
| «Істанбул Башакшехір»    | Загалом           | Загалом               | 54    | 1    | 0     | 0     | 0         | 0         | 54      | 1       |
| «Трабзонспор»            | 2009–10           | Суперліга             | 4     | 0    | —     | —     | 2         | 0         | 6       | 0       |
| «Трабзонспор»            | Загалом           | Загалом               | 4     | 0    | 0     | 0     | 2         | 0         | 6       | 0       |
| «Діярбакірспор» (оренда) | 2009–10           | Суперліга             | 10    | 0    | —     | —     | —         | —         | 10      | 0       |
| «Діярбакірспор» (оренда) | Загалом           | Загалом               | 10    | 0    | 0     | 0     | 0         | 0         | 10      | 0       |
| «Касимпаша»              | 2010–11           | Суперліга             | 19    | 1    | 4     | 0     | —         | —         | 23      | 1       |
| «Касимпаша»              | Загалом           | Загалом               | 19    | 1    | 4     | 0     | 0         | 0         | 23      | 1       |
| Усього за кар'єру        | Усього за кар'єру | Усього за кар'єру     | 282   | 22   | 18    | 2     | 8         | 0         | 308     | 24      |

Примітки
1. ↑  Включаючи Кубок Німеччини, Кубок німецької ліги, Кубок Туреччини
2. ↑  Включаючи Кубок УЄФА / Лігу Європи

### Голи за збірну
| #  | Дата           | Місце                                  | Суперник            | Рахунок | Результат | Змагання       |
| -- | -------------- | -------------------------------------- | ------------------- | ------- | --------- | -------------- |
| 1. | 22 квітня 2000 | Стадіон незалежності, Віндгук, Намібія | Сейшельські Острови | 3–0     | Перемога  | квал. ЧС 2002  |
| 2. | 22 квітня 2000 | Стадіон незалежності, Віндгук, Намібія | Сейшельські Острови | 3–0     | Перемога  | квал. ЧС 2002  |
| 3. | 22 квітня 2000 | Стадіон незалежності, Віндгук, Намібія | Сейшельські Острови | 3–0     | Перемога  | квал. ЧС 2002  |
| 4. | 15 липня 2000  | Стадіон незалежності, Віндгук, Намібія | Бенін               | 8–2     | Перемога  | квал. КАН 2002 |
| 5. | 15 липня 2000  | Стадіон незалежності, Віндгук, Намібія | Бенін               | 8–2     | Перемога  | квал. КАН 2002 |
| 6. | 24 лютого 2001 | Стадіон незалежності, Віндгук, Намібія | Єгипет              | 1–1     | Нічия     | квал. ЧС 2002  |

## Досягнення
«Вердер»
- Кубок Німеччини
  -  Володар (1): 1999/00